# Johan Richard Krogness
Johan Richard Krogness, né le 11 mars 1814 à Trondheim et mort le 3 février 1872, est un homme politique et homme d'affaires norvégien.

## Carrière
Il quitte les grandes études après avoir obtenu un diplôme en 1835, avant de devenir marchand à Trondheim. Il est élu au Parlement de Norvège en 1854, et y est réélu en 1857, 1859, 1862, 1865, 1868 et 1871, représentant la constitution du comté du Sør-Trøndelag.
Sa demi-sœur Ingeborg Krogness est la mère d'Erik Vullum.